# Linyphia
Linyphia este un gen de păianjeni din familia Linyphiidae.

## Specii[1]
- Linyphia adstricta
- Linyphia albiapiata
- Linyphia albipunctata
- Linyphia alpicola
- Linyphia armata
- Linyphia bicuspis
- Linyphia bifasciata
- Linyphia bisignata
- Linyphia calcarifera
- Linyphia catalina
- Linyphia chiapasia
- Linyphia clara
- Linyphia confinis
- Linyphia consanguinea
- Linyphia cruenta
- Linyphia cylindrata
- Linyphia decorata
- Linyphia duplicata
- Linyphia eiseni
- Linyphia emertoni
- Linyphia falculifera
- Linyphia ferentaria
- Linyphia horaea
- Linyphia hortensis
- Linyphia hospita
- Linyphia hui
- Linyphia karschi
- Linyphia lambda
- Linyphia lehmanni
- Linyphia leucosternon
- Linyphia limatula
- Linyphia limbata
- Linyphia lineola
- Linyphia linguatula
- Linyphia linzhiensis
- Linyphia longiceps
- Linyphia longispina
- Linyphia ludibunda
- Linyphia lurida
- Linyphia maculosa
- Linyphia maura
- Linyphia melanoprocta
- Linyphia menyuanensis
- Linyphia mimonti
- Linyphia monticolens
- Linyphia multicolor
- Linyphia neophita
- Linyphia nepalensis
- Linyphia nicobarensis
- Linyphia nigrita
- Linyphia nitens
- Linyphia obesa
- Linyphia obscurella
- Linyphia octopunctata
- Linyphia oligochronia
- Linyphia orophila
- Linyphia pellos
- Linyphia perampla
- Linyphia peruana
- Linyphia petrunkevitchi
- Linyphia phaeochorda
- Linyphia phyllophora
- Linyphia polita
- Linyphia postica
- Linyphia rita
- Linyphia rubella
- Linyphia rubriceps
- Linyphia rustica
- Linyphia sagana
- Linyphia sikkimensis
- Linyphia simplicata
- Linyphia straminea
- Linyphia subluteae
- Linyphia tauphora
- Linyphia tenuipalpis
- Linyphia textrix
- Linyphia triangularis
- Linyphia triangularoides
- Linyphia trifalcata
- Linyphia triumphalis
- Linyphia tuasivia
- Linyphia tubernaculofaciens
- Linyphia urbasae
- Linyphia virgata
- Linyphia xilitla